# Albert Bolly
Albert Bolly (Liegi, 8 aprile 1897 – Liegi, 10 ottobre 1958) è stato un ciclista su strada belga, professionista dal 1926 al 1937.

## Carriera
Ciclista adatto alle corse di un giorno, ottenne alcuni successi, tra cui un Circuito di Gand e un Giro di Meise, oltre al terzo posto alla Liegi-Bastogne-Liegi del 1933, più numerosi piazzamenti di prestigio in altre semi-classiche. 

## Palmarès

### Strada
- 1926

Circuito di Gand
- 1928

Giro di Meise

## Piazzamenti

### Classiche monumento
- Giro delle Fiandre

1925: 22º
1927: 29º
- Parigi-Roubaix

1925: 52°
- Liegi-Bastogne-Liegi

1925: 4º
1926: 5º
1927: 25º
1932: 3°